# エルンスト・スタヴロ・ブロフェルド
エルンスト・スタヴロ・ブロフェルド（Ernst Stavro Blofeld）はイアン・フレミング原作の『ジェームズ・ボンド』シリーズに登場する悪役（スーパーヴィラン）。世界征服を狙う悪の天才であり、世界規模の悪の組織スペクター（英語版）（SPECTRE、SPecial Executive for Counter-intelligence, Terrorism, Revenge and Extortion、「防諜・テロ・復讐・恐喝のための特別機関」）の首領であり、イギリス秘密情報部の諜報員ジェームズ・ボンドの最大の因縁の相手でもある。
ブロフェルドは映画でのスキンヘッドの姿がよく知られているが、彼はしばしば変装したり整形手術により容姿を変えたりしてボンドの前に現れる。
また常に白いペルシャ猫を膝の上に抱きかかえながら登場し、初期（『サンダーボール作戦』まで）は猫を撫でて毛づくろいをする手だけしか観客の前に姿を見せなかった。
白猫を撫でるブロフェルドは様々な映画などでパロディにされている（『オースティン・パワーズ』シリーズの悪役ドクター・イーブルなど）。

## 経歴
フレミングは小説『サンダーボール作戦』（1961年刊）第5章でブロフェルドの前半生を詳しく描いているが、映画では『007 スペクター』より以前は過去が明らかにされたことはない。
小説では1908年5月28日 にポーランド人の父とギリシャ人の母のもとにグディニャで生まれた。第一次世界大戦後ポーランドの独立によりポーランド国民となったブロフェルドはワルシャワ大学に進み経済学と政治史を学び、ワルシャワ工科大学で工学とラジオニクスを学んだ。その後ポーランド政府の郵便電信省に入ったが、機密情報の通信を管轄する職位を利用し、盗み見た情報を使ってワルシャワ証券取引所で株の売買を行い財を成した。
第二次世界大戦を予見したブロフェルドは、1939年のポーランド侵攻の直前にポーランド政府の機密電報の写しを作ってナチス党政権下のドイツに売り、彼が存在したという記録や経歴の全てを抹消してスウェーデンへ、さらにトルコへ逃げた。
トルコのラジオ局で働きながら情報機関を設立し、スパイを使って集めたさまざまな情報を連合国と枢軸国の両方に売った。エルヴィン・ロンメルが敗れた後は連合軍を支えることに専念し、連合国各国から多くの勲章を受けて終戦を迎えた。その後南米に渡り極秘裏に「スペクター」を設立した、という設定である。

## 登場

### 小説
フレミングの小説では三作品に登場した。
最初は『サンダーボール作戦』で、パリのオスマン通り136Bに「虐げられた者の抵抗のための友の会」（略称FIRCO）という表看板でスペクターの本部を構えている。
「クルーカットされた黒い髪、ムッソリーニのような黒い瞳、女性のような長いまつ毛、薄い口、手と足は長くとがっている」、「元アマチュア重量挙げの選手、体重は20ストーンくらい、小食で飲酒も喫煙もせず、異性愛者でも同性愛者でもない」と描写されている。
1959年6月、NATO爆撃機から原子爆弾を強奪し英米両政府に1億ポンドを要求する「オメガ計画」を実行する。
過去3年間の活動で150万ポンドの収入があったが一人当たり年2万ポンド では能力に対し十分な報酬ではないということで「この計画が成功すればスペクターを解散してもよい」と言っている。
スペクターには規律らしい規律はなく「自律」あるのみとして、オメガ計画の理事会で12号のピエール・ボローを自ら処刑しGことリッペ伯爵の処分を命じている。
バハマに飛んだボンドの活躍でエミリオ・ラルゴら全幹部が一網打尽にされてオメガ計画は潰えるが、パリにいたブロフェルドは逃走してしまう。
次作『わたしを愛したスパイ』（1962年刊）は1960年10月 の事件でブロフェルドは登場しないが、ボンドがカナダでスペクターの暗殺計画を阻止した直後のことである。
『女王陛下の007号』（1963年刊）では、1961年6月
に「ド・ブルーヴィル伯爵の嗣子であり、伯爵の称号と「赤中帯に四火打銃銀楯」の紋章と「炉と家のために」の家憲を使用したい」と紋章院に申請 してきた。
紋章院の調査は秘密情報部に知られることになり、12月 にボンドがサー・ヒラリー・ブレイ の偽名でスイスに潜入する。
ブロフェルドはイルマ・ブントという女を秘書に「グロリア・クラブ」という生理学研究所を開いていた。
ここでボンドがブロフェルドと初めて対面する。
「銀髪でド・ブルーヴィル家の遺伝の通り耳たぶが無く、体重は12ストーンくらい、梅毒の後遺症か鼻の右穴あたりの一部が欠損しており、紫外線除けの濃緑色のコンタクトレンズをしているので瞳の色がわからない」とボンドは言っている。
ボンドの報告でブロフェルドが英国の農業に細菌戦攻撃を企てていることが判明し、研究所に奇襲をかけて破壊したが、ブロフェルドとイルマを取り逃がしてしまった。
最終章で翌1962年元旦にボンドはヒロインのトレーシー（本名テレサ）と結婚するが、二人は新婚旅行に出発したところを襲撃されトレーシーが射殺されてしまう。
『007号は二度死ぬ』（1964年刊）では、1962年秋Mはトレーシーを殺され神経衰弱に陥ったボンドを日本に派遣した。
公安調査局 が開発した暗号解読機の貸出し交渉のためだが、長官のタイガー田中の交換条件はガントラム・シャターハント博士の暗殺だった。
博士はスウェーデン生まれでスイス居住の植物学者、1月にエミー夫人を連れて来日して、福岡県の古城に有毒植物を集めた植物園を作り、自殺志願者をおびき寄せ死んでいくのを眺めている。
これをタイガー田中は「死の蒐集家」 と呼んでいる。
福岡入りしたボンドは博士夫妻の写真を見てブロフェルドとイルマであることを知る。
「黒い口髭を生やし、鼻は整形され、前歯の一本は金歯にした」とボンドは言っている。
ボンドは私怨をはらすためにタイガー田中には博士の正体を伏せたまま単身で潜入。
ブロフェルドは身長6フィート3インチのたくましい体格の大男だが、ボンドは隙をついて絞殺し城に火を放って脱出したところで行方不明になってしまう。
遺作となった『黄金の銃をもつ男』（1965年刊）は、1963年11月 のボンドの帰還から始まるが、ブロフェルドについてはMが僅かに言及しているだけで生死の別も明らかにしていない。
この設定は後継作家にも受け継がれ、ジョン・ピアースンの『ジェイムズ・ボンド伝』（1973年刊）で、ボンドは「タイガー田中の部下はブロフェルドらしき人骨を確認した」と語っている。ジョン・ガードナーの第2作『スペクターの逆襲』（1982年刊）では、CIAからブロフェルドの名でスペクターが復活したことを知らされたボンドは「ブロフェルドは死んだ」と呟く。

### 映画
ブロフェルドは007シリーズの映画7作とシリーズ外の1作でその姿を見せている。
『ドクター・ノオ』、『ロシアより愛をこめて』など、小説でソヴィエト連邦の秘密機関スメルシが背後にいた陰謀が映画ではスペクターが黒幕となっている作品が多い。「ナンバー1」と呼ばれるブロフェルドを含め、スペクターの幹部たちはナンバーで呼ばれており、失策を犯した者に対しブロフェルドは直接手を加えずに容赦なく死の罰を与える。また、自分そっくりの容姿をした替え玉（ペルシャ猫とセット）を複数用意しており、ボンドらを苦しめた。『女王陛下の007』のラストでボンドの妻となったトレーシーを殺すが、次の『ダイアモンドは永遠に』ではついに最期を迎える。
製作側としては本来、ブロフェルドを今後も登場させるつもりであったが、ケヴィン・マクローリーとの権利問題（後述）でブロフェルドをこの作品の後、長期にわたって登場させることができなくなってしまった。よって、『ダイヤモンドは永遠に』ではっきりとは死が描写されておらず、『ユア・アイズ・オンリー』では人物がブロフェルドだとは明言されていないので、ブロフェルドが死んだという確証はない。
登場作品と担当俳優一覧
| 作品                             | 公開年 | 演じた俳優                                        | 監督                         | ボンド俳優             | 備考          |
| -------------------------------- | ------ | ------------------------------------------------- | ---------------------------- | ---------------------- | ------------- |
| 『007 ロシアより愛をこめて』     | 1963年 | アンソニー・ドーソン （声：エリック・ポールマン） | テレンス・ヤング             | ショーン・コネリー     | [ 25 ]        |
| 『007 サンダーボール作戦』       | 1965年 | アンソニー・ドーソン （声：エリック・ポールマン） | テレンス・ヤング             | ショーン・コネリー     | [ 25 ]        |
| 『007は二度死ぬ』                | 1967年 | ドナルド・プレザンス                              | ルイス・ギルバート           | ショーン・コネリー     | [ 25 ]        |
| 『女王陛下の007』                | 1969年 | テリー・サバラス                                  | ピーター・ハント             | ジョージ・レーゼンビー | [ 25 ]        |
| 『007 ダイヤモンドは永遠に』     | 1971年 | チャールズ・グレイ                                | ガイ・ハミルトン             | ショーン・コネリー     | [ 25 ]        |
| 『007 ユア・アイズ・オンリー』   | 1981年 | ジョン・ホリス （声：ロバート・リエッティ）       | ジョン・グレン               | ロジャー・ムーア       |               |
| 『ネバーセイ・ネバーアゲイン』   | 1983年 | マックス・フォン・シドー                          | アーヴィン・カーシュナー     | ショーン・コネリー     | [ 25 ] [ 26 ] |
| 『007 スペクター』               | 2015年 | クリストフ・ヴァルツ                              | サム・メンデス               | ダニエル・クレイグ     |               |
| 『007/ノー・タイム・トゥ・ダイ』 | 2021年 | クリストフ・ヴァルツ                              | キャリー・ジョージ・フクナガ | ダニエル・クレイグ     |               |

#### ショーン・コネリー（初代）主演作品
『007 ロシアより愛をこめて』『007 サンダーボール作戦』
演：アンソニー・ドーソン（声：エリック・ポールマン）
ブロフェルドの最初の登場はシリーズ第二作『ロシアより愛をこめて』で、その次が第四作『サンダーボール作戦』である。
両作でブロフェルドはその顔を現さず、最後の出演者クレジットでも俳優の名はクエスチョンマークで伏せられた。彼は背広姿で椅子に座って白いペルシャ猫を撫でており、見えるのはほとんど手と猫だけであったが、これは後に非常に多くの模倣やパロディを生んだ。
『007は二度死ぬ』
演：ドナルド・プレザンス
当初チェコ出身のコメディ俳優ヤン・ヴェリフが起用されていたが、イメージ面で温和すぎ、ミスキャストとの指摘が監督、スタッフから続出。数シーン撮影の後降板となり、急遽プレザンスに交代となった。『007は二度死ぬ』初お目見えのプレザンス演じるブロフェルドはスキンヘッドで顔の右側に縦の傷跡があり、ぎょろりとした青い目の中年の男で、人民服のような折襟の上着にペルシャ猫を抱いているという姿であった。しかし、その後は毎回異なる俳優が演じたため、顔も性格も毎回異なった。『007は二度死ぬ』で顔の右側についていた長い傷跡は後の2作にはない。ただし、後の『007 スペクター』のブロフェルド＝オーベルハウザーは、映画終盤にほぼ同様の顔右側の傷を負う。
『007 ダイヤモンドは永遠に』
演：チャールズ・グレイ
髪は銀髪でふさふさとしている。フレミングの小説では、ブロフェルドは諜報機関などに気付かれないよう毎回整形手術などで容姿を変えているとされており、これに沿った変貌振りである。『ダイヤモンドは永遠に』のアヴァン・タイトル（タイトルが出る前の冒頭部）でも整形技術を用いたブロフェルド自身の影武者造りの計画をグレイが語っている。その後のラスベガスでの再登場、ボンドとの再会シーンでは影武者と2人で姿を現す（白いペルシャ猫も2匹用意している）。ちなみに、『ダイヤモンドは永遠に』でブロフェルド役を演じたチャールズ・グレイは『007は二度死ぬ』においてもイギリス情報部のヘンダーソンとして、端役ながら出演している。
『ネバーセイ・ネバーアゲイン』
演：マックス・フォン・シドー
ブロフェルドと「スペクター」は、ケヴィン・マクローリーとショーン・コネリーによって製作された『サンダーボール作戦』リメイク版である本作にも登場した。『ユア・アイズ・オンリー』以降、アルバート・R・ブロッコリとハリー・サルツマンが製作するシリーズにはブロフェルドが出ることができなくなったが、本作は製作総指揮を『サンダーボール作戦』の原作者の一人であり「スペクター」とブロフェルドの権利を主張するケヴィン・マクローリーが務めたこともあり、久々にブロフェルドが登場した。演じるマックス・フォン・シドーは口ひげ・あごひげに蝶ネクタイの背広という姿であった。

#### ジョージ・レーゼンビー（2代目）主演作品
『女王陛下の007』
演：テリー・サバラス
ボンドをスキーで自ら追跡、雪崩を起こして捕えたトレイシーを口説いたり、ボンドとの結婚直後のトレイシーを殺害するなど、前作よりかなりアクティブなブロフェルドとなっている。またスキンヘッドは前作『007は二度死ぬ』と同じだが、デ・ブルーシャン伯爵位を得るため、（ブルーシャン家の肉体的特徴を得るために）耳たぶを切り落としている設定となっている。服装は折襟から立襟のマオカラースーツになった。

#### ロジャー・ムーア（3代目）主演作品
『007 ユア・アイズ・オンリー』
演：ジョン・ホリス（声：ロバート・リエッティ）
本作でのブロフェルドに似た人物の登場はアヴァンタイトル（タイトルが出る前の冒頭部）である。電動車椅子に座ってペルシャ猫を抱いた禿頭の男（顔ははっきりとは見えない）が、ボンドの乗ったヘリコプターを遠隔操作し墜落させようとする。しかし、ボンドは手動操縦に切り替えて男をヘリコプターのスキッド先端で車椅子ごとつまみ上げ、工場の煙突へ落下させる。
ここではブロフェルドに似た男の名は最後の出演者クレジットにも出てこないが、これは当時、制作会社であるイオン・プロの親会社であるダンジャックとケヴィン・マクローリーが『サンダーボール作戦』の映画化権とブロフェルドというキャラクターの著作権をめぐり法廷で争っていたためでもある。映画作家マクローリーはフレミングおよびフレミングの旧友ジャック・ウィッティンガムと三人で1950年代後半にジェームズ・ボンドシリーズの映画化・テレビ化を模索して多くの脚本を書いていた。マクローリーはスメルシよりもスケールの大きい架空の世界征服組織を敵にすることを勧め、「スペクター」とブロフェルドの創案に大きな役割を果たした。この映画原案のひとつをフレミングが無断で小説『サンダーボール作戦』にしたため、マクローリーとウィッティンガムはフレミングを法廷に訴えた。1963年の暮れ、フレミングが2人に対する損害賠償支払いを行い、以後は小説『サンダーボール作戦』では2人の名を共著者としてクレジットするよう判決が出た。小説の権利はフレミングに残ったため、スペクターは1963年以後もフレミングと後継作家たちにより小説に登場している。
映画化権を取得したマクローリーはワーナー・ブラザースの下で映画化を企画していた。しかし、映画プロデューサーのアルバート・R・ブロッコリおよびハリー・サルツマンがユナイテッド・アーティスツを通じてマクローリーと接触し、合作として『サンダーボール作戦』映画化の合意を行った。この際マクローリーは、この作品の公開から10年が経過するまでは、『サンダーボール作戦』に基づく作品を制作しない契約を交わしていた。しかし、その映画化以後も『サンダーボール作戦』で創案されたブロフェルドと組織「スペクター」が登場する映画が作られ続けたため、マクローリーはダンジャックに対してもブロフェルドと「スペクター」の著作権を主張して裁判を起こした。この訴訟後、『ユア・アイズ・オンリー』冒頭でブロフェルドらしき謎の男を倒したことにより映画製作者はこのキャラクターに対する決別をほのめかしたといわれる。以後、番外編的な『ネバーセイ・ネバーアゲイン』を除き、007シリーズにブロフェルトが直接登場することはなかった。しかし、2006年にマクローリーが死去し、ダンジャック及びMGMが遺族と和解交渉を行い、その結果、2015年に公開した『スペクター』において34年ぶりに再登場を果たした。
ただし『ユア・アイズ・オンリー』におけるブロフェルドに似た人物の描写はスキンヘッド、立襟のグレースーツなどの外見のみの類似であり、本物のブロフェルドとしての登場ではなくマクローリーとの訴訟の副産物もしくはセルフパロディとして考えるべきで（本作品の時点で、マクローリーとの訴訟の決着はついていない）、本物のブロフェルドの登場・出演ではないと考えるのが妥当だろう。

#### ティモシー・ダルトン（4代目）主演作品
該当なし

#### ピアース・ブロスナン（5代目）主演作品
該当なし

#### ダニエル・クレイグ（6代目）主演作品
『007 スペクター』『007/ノー・タイム・トゥ・ダイ』
演：クリストフ・ヴァルツ
『ユア・アイズ・オンリー』のブロフェルドに似た人物の出演から数え、34年ぶりに登場。本作ではメインの悪役を務める。
本作でのブロフェルドの登場は制作中に厳重に隠され、演じるヴァルツも撮影中幾度ものマスコミのインタビューでも自分はブロフェルド役ではないと一貫して否定を貫き通した。
本名はフランツ・オーベルハウザー（Franz Oberhauser）。父ハンスはオーストリアの登山・スキー教師で、両親を亡くした幼少期のボンドの後見人であり、フランツはボンドとは血はつながってはいないが実質的な兄弟の関係にあった。父ハンスがボンドに愛情を注ぐことに嫉妬し、雪崩を起こして父を殺害。自らも死を偽装して行方を眩ます。以後、母方の血統より名前を拝借し、「エルンスト・スタヴロ・ブロフェルド」という新しい名前で組織スペクターを設立した。
旧作のイメージを彷彿とする描写が多く、立襟のマオカラースーツを着用し、北アフリカの砂漠のクレーターに作られたスペクターの拠点では白いペルシャ猫を飼っており、後半では拘束されたボンドの指示を受けたマドレーヌ・スワンが窮地を脱するべく投げつけた時限爆弾機能付きの腕時計の爆発で『007は二度死ぬ』の時と同様の顔の右側についていた長い傷を負う。
ダニエル・クレイグが演じるボンドシリーズにおいては『スペクター』が初登場だが、同作において『007/カジノ・ロワイヤル』『007/慰めの報酬』『007 スカイフォール』における出来事すべてに関わっていたことが明かされている。
オーベルハウザーの名は、短編小説『オクトパシー』に登場する人物より取られた。小説に登場するハンス・オーベルハウザーは第二次大戦前のオーストリアの登山・スキー講師で、ボーディングスクール生当時のボンドにスキーを教えた恩師であり、両親を亡くしたボンドにとっては父親代わりになる人物でもあった。大戦末期にはゲシュタポに編入されていたが、山中に隠された黄金を盗もうとする英国軍人デクスター・スマイス少佐に殺される。短編『オクトパシー』は、戦後十数年後にオーベルハウザーの遺体がアルプスから出てきたことを知ったボンドがスマイスを追跡する話である。

### ゲーム
ブロフェルドと「スペクター」は2004年のゲーム化作品『GoldenEye: Rogue Agent』に登場した。スペクターは深海基地と強力な軍隊、進んだ技術を持つ秘密結社で、かつての007の敵役たちが所属している。

## 影響
様々な俳優が演じた様々な「ブロフェルド」は、007の亜流作品やパロディをはじめ、後世の映画やテレビ番組に登場する「悪の首領」像に大きな影響を与えた。「猫を膝に載せた、顔の見えない悪の首領」はもはや一つ一つ列挙することはできない。
最も印象的なパロディは、『オースティン・パワーズ』シリーズでマイク・マイヤーズが演じた悪の天才ドクター・イーブルであろう。『007は二度死ぬ』のドナルド・プレザンス演じるブロフェルドに影響されたこのキャラクターは、部下たちをナンバーで呼ぶ、顔に傷がある、「ビグルスワース君」と名付けたペルシャ猫を膝に乗せる、『007は二度死ぬ』『ダイヤモンドは永遠に』でブロフェルドが着ていたのと同じネルー・ジャケットを着る、ブロフェルド同様の謎めいた生い立ちを持つなど、007シリーズへの強いこだわりがみられる。